# 师父 (电影)
《师父》（英語：The Master，也翻译为The Final Master），是一部2015年中国动作剧情片，由徐浩峰编剧并执导，改编自徐浩峰创作的同名小说。廖凡、宋佳领衔主演，蒋雯丽、金士杰、宋洋、黄觉参與演出，於2015年12月11日在中国上映。

## 剧情
讲述咏春拳宗师陈识北上天津开馆，由此触发天津武林一系列恩怨情仇的故事。
民國初年，南方拳種詠春的唯一傳人陳識來到繁華的天津，打算開武館發揚祖宗傳下來的技術。當時天津武界深受軍、政、商界支持，有極大的利益，因此也有許多讓武館保護彼此的不成文規矩。陳識首先遇到了天津武界第一人鄭山傲，他向陳識說明：在天津十九家武館中，踢八家館的人才有資格開業；但踢了八家館的人將不見容於天津，因此只能由陳識訓練出天津本地徒弟，讓徒弟踢館，到第八家時由鄭山傲「出面」打倒徒弟，將其永遠逐出天津，而陳識可因此揚名開館，鄭山傲也可因此得到好名聲。這也正是所謂「毀一個人才、成一個門派」。另外為了確保鄭山傲的勝利，所有教給自家徒弟的招式也都需要教給鄭山傲。
陳識同意這個做法，當即也娶了餐廳服務生趙國卉做妻。在夫妻生活中，他們遭遇到好鬥好色的當地青年耿良辰。耿良辰對師母有非分之想，因此被陳識認為是犧牲也不可惜的好選擇；但在訓練中，耿良辰逐漸展現出其對詠春的天賦，同時也漸漸磨練心性成為一名好青年，陳識夫妻與他之間終於漸漸產生師徒之情。
人算不如天算，鄭山傲的前徒弟林希文在軍方做副官，有意染指天津武界。他以演武為名與自己的師傅在攝影機前決鬥，鄭山傲雖曾佔有先機，終因不願對自己徒弟下狠手而落敗遭到痛打、甚至被記錄下來作為威懾武林的材料。名譽盡毀的他從此無心武林，打算遠離中國。在鄭山傲走後，武林下一任頭牌便是軍方的林副官與工於心計的鄒館長。
陳識查覺到林副官與鄒館長可能對耿良辰不利，打算盡快帶徒弟離開天津，但依舊晚了一步。耿良辰當街被林副官嚴重刺傷，並被扔在荒郊野外中因失血過多倒下，他在死前向林副官展示最後一絲骨氣，並回到了天津再做一次自己的老本行。愛徒被殺，憤怒的陳識在他武館開業當天主動挑戰林副官，被鄒館長說之以理勸和。陳識逐漸認識到自己對徒弟的真感情，以及自己多不配為人師傅。在陳識與林副官的口角中，場面逐漸失控，鄒館長使人偷偷遞了一把刀到陳識手中，一刀殺死了林副官，使鄒館長得以借刀殺人、成為天津武界唯一的統治者，陳識便做為代罪羔羊將被處決。
被處決以前，陳識因深切認識到天津武館都只講求門面規矩而不教真，因此請求最後一個願望──讓自己拚死一戰，多少教天津學徒一些真功夫。鄒館長答應以後，陳識當即從會場逃出，並受到各武館的師徒們追殺。最後在小巷中，陳識一一擊敗天津武館的「高手」，以傷痕的形式留下真功夫給他們，最後割下鄒館長的耳環逃離天津，返回廣東。他以為趙國卉已經搭上往廣東的車，沒想到趙國卉一直都在附近等他；鄒館長看趙國卉有擔下丈夫行為的勇氣，也不多加為難。
故事最後，趙國卉前往廣東找陳識，而鄒館長則派人跟著她，要令陳識閉口不提天津之事；因為陳識開武館的計畫已經破敗，而他向祖宗發過誓一生僅真傳兩人，如今也是一死一退隱，詠春已絕。

## 角色
- 廖　凡 饰 陈识，广东人
- 宋　佳 饰 赵国卉，陈识的情人
- 蒋雯丽 饰 邹榕邹馆长，陈识对手
- 金士杰 饰 郑山傲，天津的一位宗师
- 宋　洋 饰 耿良辰，陈识徒弟
- 黄　觉 饰 林希文，军官
- 麦迪娜 饰 茶汤女，对耿良辰有好感
- 戴立忍 饰 邹馆长手下
- 马　君 饰 腳行領頭
- 陳觀泰 饰 邹馆长手下
- 熊欣欣 饰 邹馆长手下
- 李　博 飾 永年武館應戰拳師 (旗袍女)

## 评价
1905电影网影评：“武打动作场面只是电影的第一层，也是最夺人耳目的商业元素；对逝去岁月的无奈叹惋则是显而易见的第二层，而内核则直指任何社会下，人与人之间的互动。电影内在的丰富性与多义性，也让《师父》超越了过往的武侠电影，显得更为作者化。除却《师父》的文学意义，徐浩峰依旧想借事说理，说的是“规矩”，电影中讲得最漂亮的两个字。《师父》作为武侠电影，别开生面其实有两层，一为动作设计的革新，二为武侠电影作为类型片的意义。这两层共生共长，互为表里。”

## 票房
中国大陆于12月10日下午18点开始上映，首周3天半收获3100万人民币列第六位，次周收2050万列第五位，最终累计5320万。

## 奖项
第52届金马奖
- 最佳动作设计奖：徐浩峰
- 最佳改编剧本提名：徐浩峰
- 最佳女配角提名：蒋雯丽

第6届北京国际电影节
- 最佳男配角奖：金士杰

第23届北京大学生电影节
- 最佳影片奖

第16届华语电影传媒大奖
- 最佳编剧-徐浩峰